# Grădina Botanică Națională a Letoniei
Grădina Botanică Națională a Letoniei (în letonă Nacionālais botāniskais dārzs) este o grădină botanică din Salaspils, Letonia. Este una dintre cele mai mari grădini botanice din statele baltice.

## Istorie
Actuala instituție a fost fondată în 1956, dar are o istorie ce merge până în 1836, când Christian Wilhelm Schoch a fondat o pepinieră comercială de plante, care ulterior s-a mutat la Salaspils. Înainte de al Doilea Război Mondial a fost cea mai mare pepinieră de plante din statele baltice. În 1944 a fost transformată într-o grădină experimentală deținută de stat, iar în 1956 a devenit grădina botanică a Academiei de Științe din Letonia. De la obținerea independenței Letoniei în 1992, a servit drept Grădina Botanică Națională a Letoniei.

## Descriere
Grădina Botanică Națională a Letoniei are următoarele sarcini principale: „investigații în botanică și grădinărit ornamental, colecții de plante, introducere de plante, cercetări în genetică și ameliorare și informarea și popularizarea rezultatelor investigațiilor”. Este cea mai mare grădină botanică din statele baltice și se întinde pe o suprafață de aproape 130 ha. Conține peste 14.000 de taxoni de plante, inclusiv mai mult de 5.000 de copaci și circa 1.400 de plante de seră. Pe lângă scopul său științific, Grădina Botanică Națională este și un parc popular pentru petrecerea timpului liber.

## Colecții
Grădina Botanică Națională a Letoniei are aproximativ 18.000 de specii de plante vii și 15.000 de taxoni de plante în cultură, care sunt grupate în următoarele colecții:
- Rododendronul cu 227 de subspecii, hibrizi și soiuri,
- Crataegus⁠(d) cu 224 taxoni,
- Cotoneaster⁠(d) cu 120 taxoni,
- Salix cu 176 taxoni,
- Populație cu 138 taxoni,
- Arboretum de 60 de hectare, care conține 5000 taxoni de arbori și arbuști.
- Pinetum cu 771 de specii și soiuri de conifere,
- Rosarium cu aproximativ 100 de specii sălbatice și aproximativ 1.020 de soiuri de trandafiri,
- Lalea cu aproximativ 900 de taxoni,

De asemenea, are în interiorul său o întindere de 5 ha de vegetație naturală sălbatică conservată.